# 로런스 콜버그
로렌스 콜버그(Lawrence Kohlberg, 1927년 10월 25일 ~ 1987년 1월 19일)은 미국의 심리학자이다. 장 피아제의 인지발달 이론에 영향을 받아 도덕성 발달에 대한 이론을 제시하였다.

## 약력
1927년 뉴욕 브롱스빌(Bronxville)의 부유한 가정에서 태어났다. 1949년에 우수한 성적으로 시카고 대학교를 졸업하고 1958년에는 동 대학교에서 박사 학위를 취득했다. 학창 시절에는 장 피아제의 인지 발달 이론의 영향을 받았으며, 박사 학위 논문에도 그 흔적이 강하게 나타나고 있었다.
그 후 예일 대학교 조교수(1959년 ~ 1961년)와 정교수(1962년 ~ 1967년), 1968년 하버드 대학교의 교수가 되었으며 그 시기에 도덕 이론을 둘러싸고 논쟁을 벌이게 될 캐롤 길리건(carol gilligan)을 만나게 된다. 1969년 이스라엘 방문을 계기로 정의 공동체(just community)라는 신개념을 도입하게 된다.
1974년 하버드 대학교의 도덕 교육 센터 소장으로 취임했으며 1987년 1월 윈스럽에 있는 병원에서 요양 중 사망했다.

## 콜버그의 도덕성 발달이론

### 기본적인 개념
- 구조적 조직(Structual organization)
- 발달의 계열성 (Developemental sequence)
- 상호 작용주의 (Interactionism)

### 도덕성 발달 단계
- 제1수준 : 인습 이전 수준 (Pre-conventional level)
  - 1단계 : 벌과 복종의 단계 (Obedience and punishment orientation)
  - 2단계 : 도구적 목적과 교환의 단계 (Self-interest orientation)
- 제2수준 : 인습 수준 (Conventional level)
  - 3단계 : 개인간의 상응적 기대, 관계, 동조의 단계(Interpersonal accord and conformity )
  - 4단계 : 사회체제와 양심보존의 단계 (Authority and social-order maintaining orientation)
- 제3수준 : 인습 이후 수준 (Post-conventional level)
  - 5단계 : 권리 우선과 사회계약, 혹은 유용성의 단계(Social contract orientation)
  - 6단계 : 보편윤리적 원리의 단계 (Universal ethical principles)

## 같이 보기
- 하인츠 딜레마